# Каменіца-над-Гроном
Каменіца-над-Гроном (словац. Kamenica nad Hronom) — село, громада округу Нове Замки, Нітранський край. Кадастрова площа громади — 18.71 км². Протікає Байтавський потік.
Населення 1314 осіб (станом на 31 грудня 2019 року).

## Історія
Каменіца-над-Гроном згадується 1320 року.

## Населення
| Рік:            | 1994. | 2004.   | 2014.   | 2024.    |
| --------------- | ----- | ------- | ------- | -------- |
| Кількість осіб: | 1321  | 1323    | 1396    | 1218     |
| Різниця:        |       | +0,15 % | +5,51 % | -12,75 % |

| Рік:            | 2023. | 2024.   |
| --------------- | ----- | ------- |
| Кількість осіб: | 1233  | 1218    |
| Різниця:        |       | -1,21 % |